# 瓦爾瓦里夫卡 (日爾伊夫卡區)
48°42′20″N 35°59′16″E / 48.70556°N 35.98778°E
瓦爾瓦里夫卡（烏克蘭語：Варварівка），是烏克蘭的村落，位於該國中部第聶伯羅彼得羅夫斯克州，由日爾伊夫卡區負責管轄，處於小捷爾尼夫卡河畔，距離韋爾布瓦季夫卡3公里，海拔高度79米，2001年人口1,450。